# Landeskirchenmusikschule der Evangelischen Kirche im Rheinland
Landeskirchenmusikschule der Evangelischen Kirche im Rheinland war eine Ausbildungsstätte für Kirchenmusiker in der Evangelischen Kirche im Rheinland.
Die Schule wurde 1949 in Düsseldorf-Kaiserswerth gegründet. Ihr erster Leiter war Gerhard Schwarz. 1951 wechselte die Schule ihren Standort nach Wuppertal-Elberfeld. 1958 folgte ein weiterer Umzug nach Düsseldorf. 1975 wurde die Ausbildung der hauptamtlichen Kirchenmusiker als Abteilung für Evangelische Kirchenmusik in die Robert Schumann Hochschule integriert.

## Dozenten
- Benjamin G. Locher (1919–1987), Theologe
- Konrad Ameln (1899–1994), Hymnologe und Musikwissenschaftler
- Jürg Baur (1918–2010), Komponist
- Volker Ebers (1935–2010), Kirchenmusiker
- Diether de la Motte (1918–2010), Komponist
- Hanns-Alfons Siegel
- Albert Thate (1903–1982)
- Konrad Voppel (1925–2022)

## Bekannte Schüler
- Klaus Heizmann (* 1944), Komponist
- Almut Rößler (1932–2015), Organistin und Kirchenmusikerin
- Hartmut Schmidt (1930–2006), Kirchenmusiker